# چیپایه
چیپایه (به صربی: Čipalje) یک روستا در صربستان است که در سینیتسا واقع شده‌است. چیپایه ۱۴۴ نفر جمعیت دارد.